# Parachernes argentatopunctatus
Parachernes argentatopunctatus es una especie de arácnido del orden Pseudoscorpionida de la familia Chernetidae.

## Distribución geográfica
Se encuentra en Brasil y en la Guayana.